# Вербицький Іван Петрович
Іван Петрович Вербицький (1902, м. Львів — липень 1944, Львівська область) — хорунжий Української галицької армії, член УВО, політв'язень польських тюрем, унтерштурмфюрер (хорунжий) 14-ї гренадерської дивізії військ СС «Галичина». 

## Життєпис

Зліва направо: Василь Атаманчук, Іван Вербицький, Михайло Вербицький, Ольга Вербицька, Юліан Головінський на процесі з приводу вбивства Собінського. Львів, січень 1928

Народився у Львові в 1902 році в сім'ї Петра та Марії Вербицьких. 
Приєднався до Української галицької армії та брав участь у війні проти поляків.
Перебував у Чехословаччині, де й закінчив гімназію. Член УВО з 1921 року. 
У березні 1926 року повернувся до Галичини. 17 січня 1927 заарештований польською поліцією за підозрою у вбивстві куратора Львівської шкільної округи Станіслава Собінського. (Насправді замах здійснив Богдан Підгайний та Роман Шухевич).  Під час судового процесу, який тривав із 25 січня до 13 березня 1928 року його було засуджено до смертної кари. (У процесі брали участь його брат Михайло Вербицький, сестра Ольга Вербицька, а також Василь Атаманчук, Юліан Головінський та інші підозрювані). Найвищий суд Польщі 19 жовтня 1928 скасував вирок. Повторно засуджений на 15 років ув'язнення, вийшов на волю у вересні 1939. 
У 1943 зголосився до дивізії Ваффен СС «Галичина». У званні унтерштурмфюрер очолював чоту протипанцерного (протитанкового) дивізіону у складі штабної сотні. Разом зі своїм підрозділом брав участь у битві під Бродами, командував чотою під час відступу. Пропав безвісти при спробі вирватися з оточення.